# Mesoligia nigrescens
Mesoligia nigrescens är en fjärilsart som beskrevs av Barend J. Lempke 1942. Mesoligia nigrescens ingår i släktet Mesoligia och familjen nattflyn. Inga underarter finns listade i Catalogue of Life.